# Luka Žorić
Luka Žorić (* 5. November 1984 in Zadar, SR Kroatien) ist ein kroatischer Basketballspieler. Žorić spielte zu Beginn seiner Karriere für verschiedene Vereine in meist kurzen Abständen in den beiden höchsten Spielklassen Kroatiens, darunter aber auch knapp eine Saison in der Basketball-Bundesliga 2004/05 für den deutschen Erstligisten BS Energy Braunschweig. Ab 2008 spielte er längere Zeit für KK Zagreb, mit dem er zweimal kroatischer Pokalsieger und 2011 kroatischer Meister wurde. Nach der Meisterschaft wechselte er in die spanische Liga ACB zu CB Unicaja aus Málaga.

## Karriere
Žorić machte erste Spiele im Seniorenbereich ab 1999 für den damaligen Drittligisten KK Borik Puntamika aus seiner Heimatstadt Zadar. 2001 wurde er vom renommierten Verein KK Cibona aus der Hauptstadt Zagreb unter Vertrag genommen, die den 17-jährigen Žorić während der Spielzeit jedoch an den Zweitligisten aus Zabok verliehen. Anschließend sammelte Žorić bis 2007 weitere Erfahrungen bei verschiedenen kroatischen Erst- und Zweitligisten in Karlovac, Zagreb, Dubrovnik und Šibenik. In der Spielzeit 2004/05 war Žorić zudem in Braunschweig aktiv, wurde aber von Trainer Henrik Dettmann nur in einem Spiel der Erstligamannschaft BS Energy eingesetzt. Im März 2005 kehrte er daraufhin nach Kroatien zurück. Anschließend spielte er zu Beginn der folgenden Spielzeit 2005/06 in Ljubljana wenige Spiele für den slowenischen Double-Gewinner KK Union Olimpija.
2007 kehrte der mittlerweile knapp 23-jährige Žorić zu Cibona Zagreb zurück, die 2008 als Titelverteidiger jedoch eine weitere nationale Meisterschaft verpassten. Žorić, dem der Durchbruch bei Cibona erneut nicht gelungen war, wechselte in Symmetrie seines ersten Aufenthaltes bei Cibona erneut zum KK Zabok zu Beginn der folgenden Spielzeit. Hier spielte er mit über 20 Punkten und knapp 10 Rebounds pro Spiel groß auf und wurde bereits nach fünf Meisterschaftsspielen in die Hauptstadt zurückgeholt, diesmal jedoch von Cibonas Lokalrivalen und Pokalsieger KK Zagreb. Beim KK Zagreb gehörte er zu den Leistungsträgern und schaffte hier auch den Sprung in die kroatische Nationalmannschaft. Bei den Endrunden der Basketball-Weltmeisterschaft 2010 und der Basketball-Europameisterschaft 2011 belegte man jedoch nur hintere Plätze. Mit KK Zagreb konnte er nach einem weiteren Pokalsieg 2010 im darauffolgenden Jahr 2011 das kroatische Double aus Meisterschaft und Pokalsieg gewinnen. In der ABA-Liga verpasste KK Zagreb 2011 nur wegen des schlechteren direkten Vergleichs den Einzug ins Final-Four-Turnier. Žorić war an sechs Spieltagen der effektivste Spieler der adriatischen Liga und wurde als „Most Valuable Player“ der Hauptrunde dieser Liga ausgezeichnet.
Nach dem kroatischen Double 2011 wechselte Žorić in die höher dotierte spanische Liga ACB zu CB Unicaja aus Málaga. In der Saison 2011/12 verpasste man nach dem neunten Platz in der Hauptrunde die Play-offs um die spanische Meisterschaft nur knapp. Im höchsten europäischen Vereinswettbewerb EuroLeague zog man 2012 und 2013 jeweils in die Zwischenrunde der 16 besten Mannschaften ein. Žorić konnte sich zwar durch teilweise individuell starke Leistungen gegenüber seinen renommierten Kollegen Fran Vázquez und Kosta Perović als „Starting Center“ durchsetzen, doch Málaga verpasste als Neunter der Hauptrunde in der Liga ACB 2013 erneut die Play-offs um die spanische Meisterschaft. Bei der EM-Endrunde 2013 verlor die kroatische Auswahl bis zum Halbfinale nur das Auftaktspiel gegen Titelverteidiger Spanien. Durch zwei relativ deutliche Niederlagen gegen Litauen und schließlich erneut Spanien verpasste man auf dem vierten Platz letztlich doch den Medaillengewinn.
Anschließend wechselte Žorić zur Saison 2013/14 in die Türkiye Basketbol Ligi zu Fenerbahçe Ülker in die türkische Metropole Istanbul, wo er unter Trainerlegende Željko Obradović spielte. Etwas überraschend schied man jedoch bereits in der Top-16-Runde der EuroLeague 2013/14 aus, wenngleich man in der Türkiye Basketbol Ligi 2013/14 die nationale Meisterschaft gewann in der Finalserie gegen Titelverteidiger und Lokalrivale Galatasaray SK, der zum entscheidenden siebten Finalspiel nicht mehr antrat. In der folgenden EuroLeague 2014/15 konnte sich Fenerbahçe in überzeugender Manier als Zwischenrunden-Zweiter für die Viertelfinal-Play-offs qualifizieren, in denen man sich ohne Niederlage gegen Titelverteidiger Maccabi Electra für das Final Four qualifizierte. Nach zwei Niederlagen gegen den Gastgeber und späteren Titelgewinner Real Madrid sowie PBK ZSKA Moskau belegte man hier den vierten Platz. In der türkischen Meisterschaft schied Titelverteidiger und Hauptrundenerster Fenerbahçe überraschend bereits im Halbfinale gegen den späteren Titelgewinner Pınar Karşıyaka aus. Unter Trainer Obradović hatte sich Žorić nicht in den Vordergrund spielen können und kam in der türkischen Liga in seiner zweiten Saison nur noch weniger als 13 Minuten pro Spiel zum Einsatz, in denen er weniger als fünf Punkte und drei Rebounds erzielen konnte, worauf Žorić schließlich den Verein nach dem Ende der Saison verließ.
Nachdem die kroatische Nationalmannschaft mit Žorić bei der WM-Endrunde 2014 in Spanien im Achtelfinale gegen Europameister Frankreich ausgeschieden war, scheiterte die Auswahl bei der EM-Endrunde 2015 erneut im Achtelfinale überraschend deutlich gegen Tschechien um Jan Veselý, der Žorić zuvor auch bei Fenerbahçe verdrängt hatte. Žorić selbst spielte in der EuroLeague 2015/16 in seiner kroatischen Heimat für den dritten Zagreber Klub und nationalen Meister KK Cedevita, der zwar die Runde der 16 besten Mannschaften erreichte, aber dort nach nur vier Siegen punktgleich mit Žorić’ früherem Verein Unicaja Málaga den letzten Platz der Zwischenrundengruppe erreichte. Nach dem dritten Platz in Hauptrunde der ABA-Liga 2015/16 verpasste die Mannschaft beim Final Four gegen Titelverteidiger KK Roter Stern Belgrad den erneuten Finaleinzug. In den nationalen Wettbewerben gewann die Mannschaft um Žorić erneut das Double aus Meisterschaft und Pokal. Zur Saison 2016/17 kehrte Žorić nach Spanien in die Liga ACB zurück, wo er in Sevilla für die nun unter dem Dach von Real Betis agierende Profimannschaft spielt.